# ジョン・F・ケネディ・センター

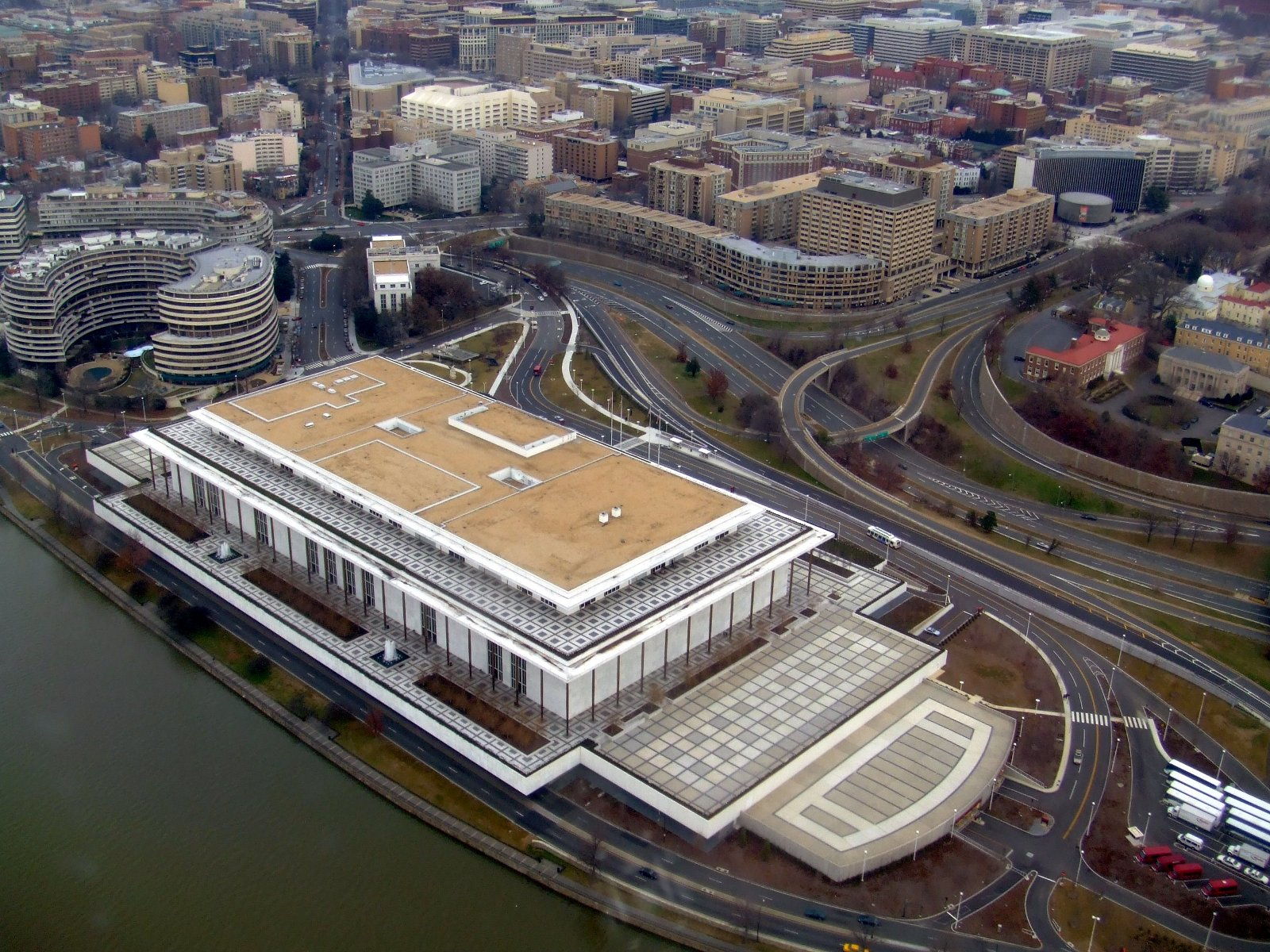
ジョン・F・ケネディ・センター

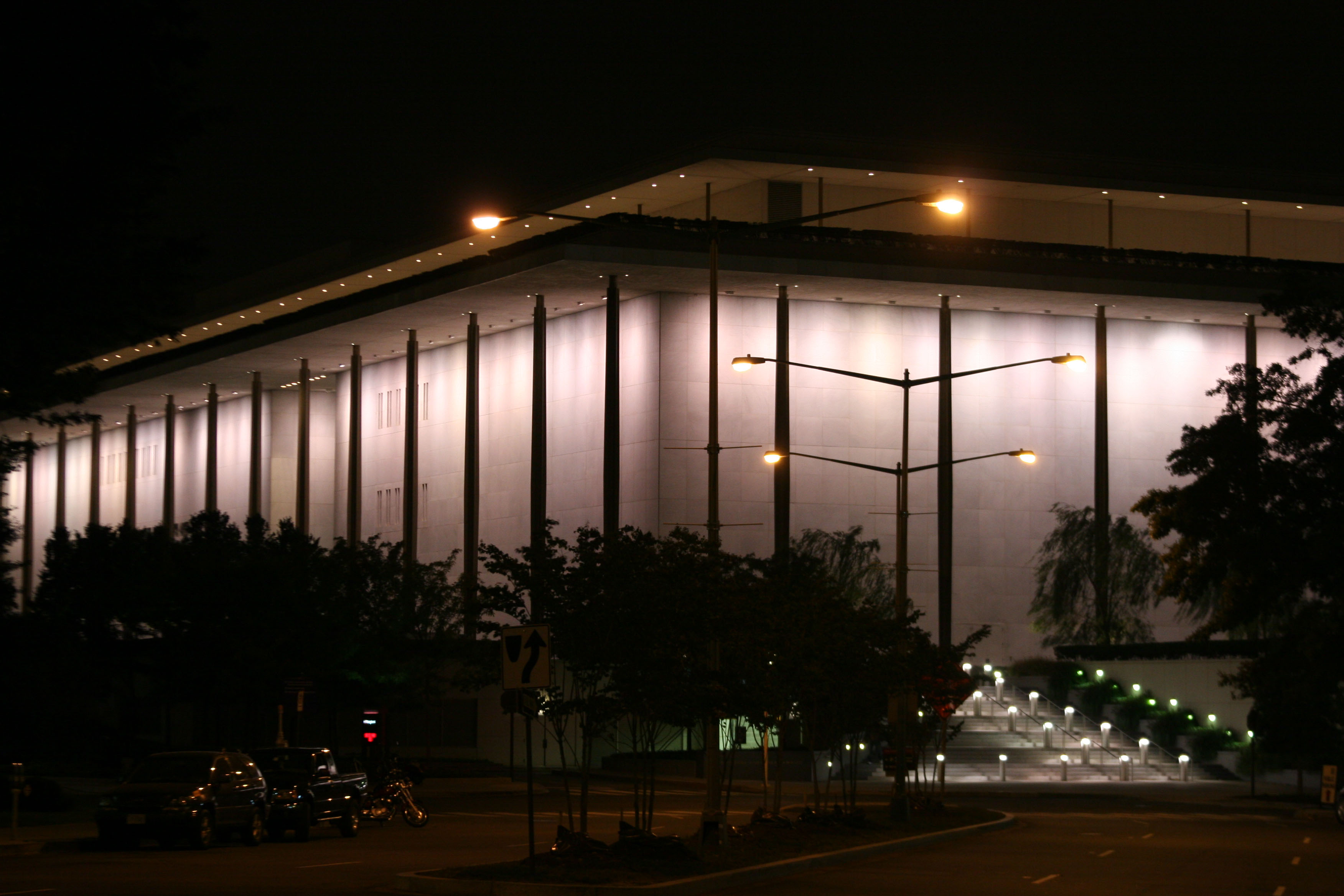
ジョン・F・ケネディ・センターの夜景

ジョン・F・ケネディ・センター（John F. Kennedy Center）は、ワシントンD.C.のポトマック川の畔にある総合文化施設。正式名は「舞台芸術のためのジョン・F・ケネディ・センター（The John F. Kennedy Center for the Performing Arts）」である。建築家エドワード・ダレル・ストーンにより設計された。

## 完成
1958年にアイゼンハワー大統領によって署名された国立文化施設法を根拠として、1971年9月8日にジョン・F・ケネディ大統領を記念する施設として落成した。

## 特徴
ナショナル・モールの西端、リンカーン記念館の北1kmほど、ウォーターゲート事件の舞台となったウォーターゲート・コンプレックス（ビル群）に隣接しており、テラスからの眺望が優美である。
コンサート・ホール、オペラ・ハウス、アイゼンハワー・シアター、ファミリー・シアターなどで構成されており、ミュージカル、演劇、バレー、オーケストラ、ジャズ、ポピュラー音楽など、様々なジャンルの公演が毎年3000件以上催されている。
ワシントン・ナショナル交響楽団の本拠地となっている。

## 施設

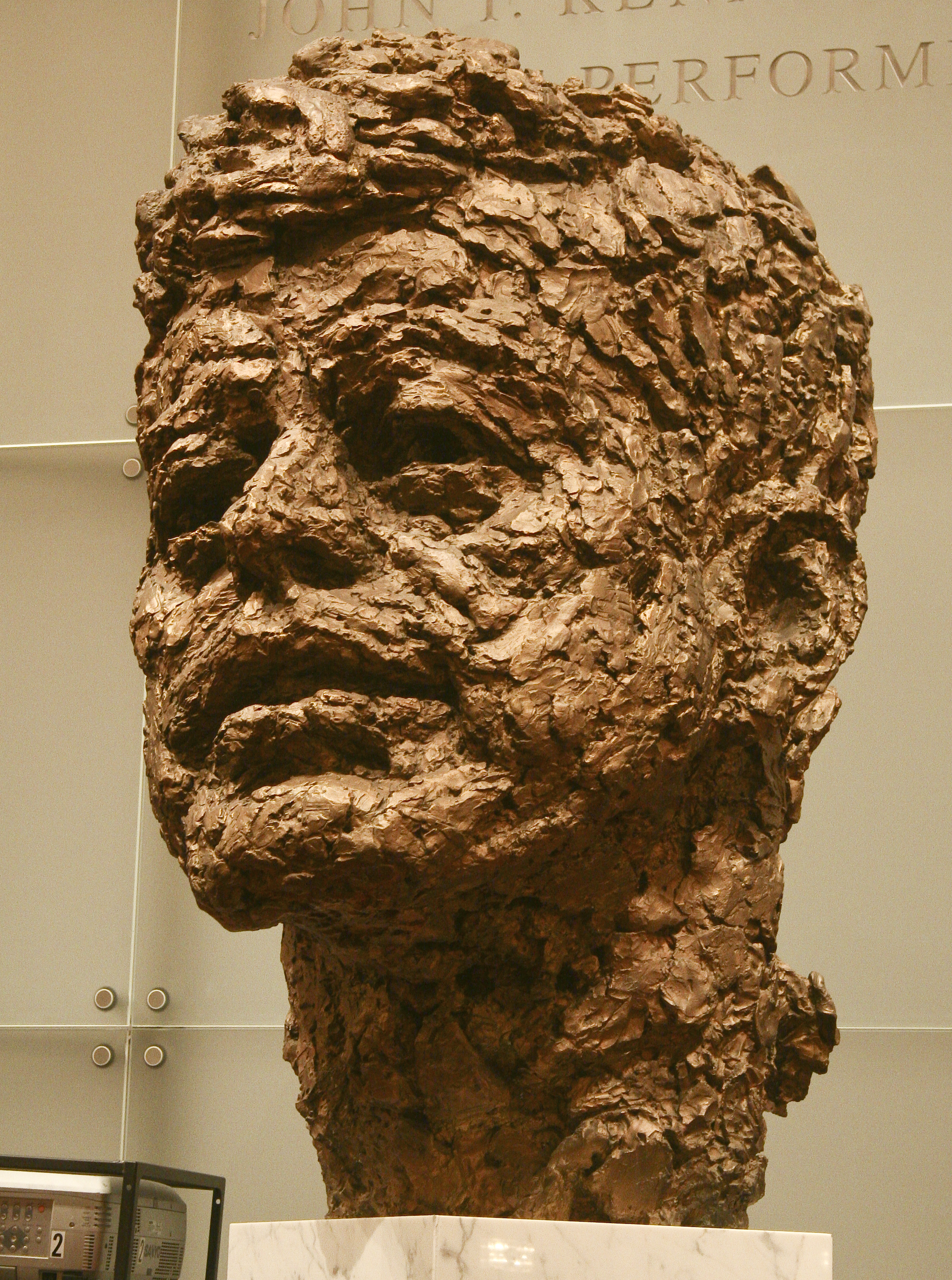
ジョン・F・ケネディ像

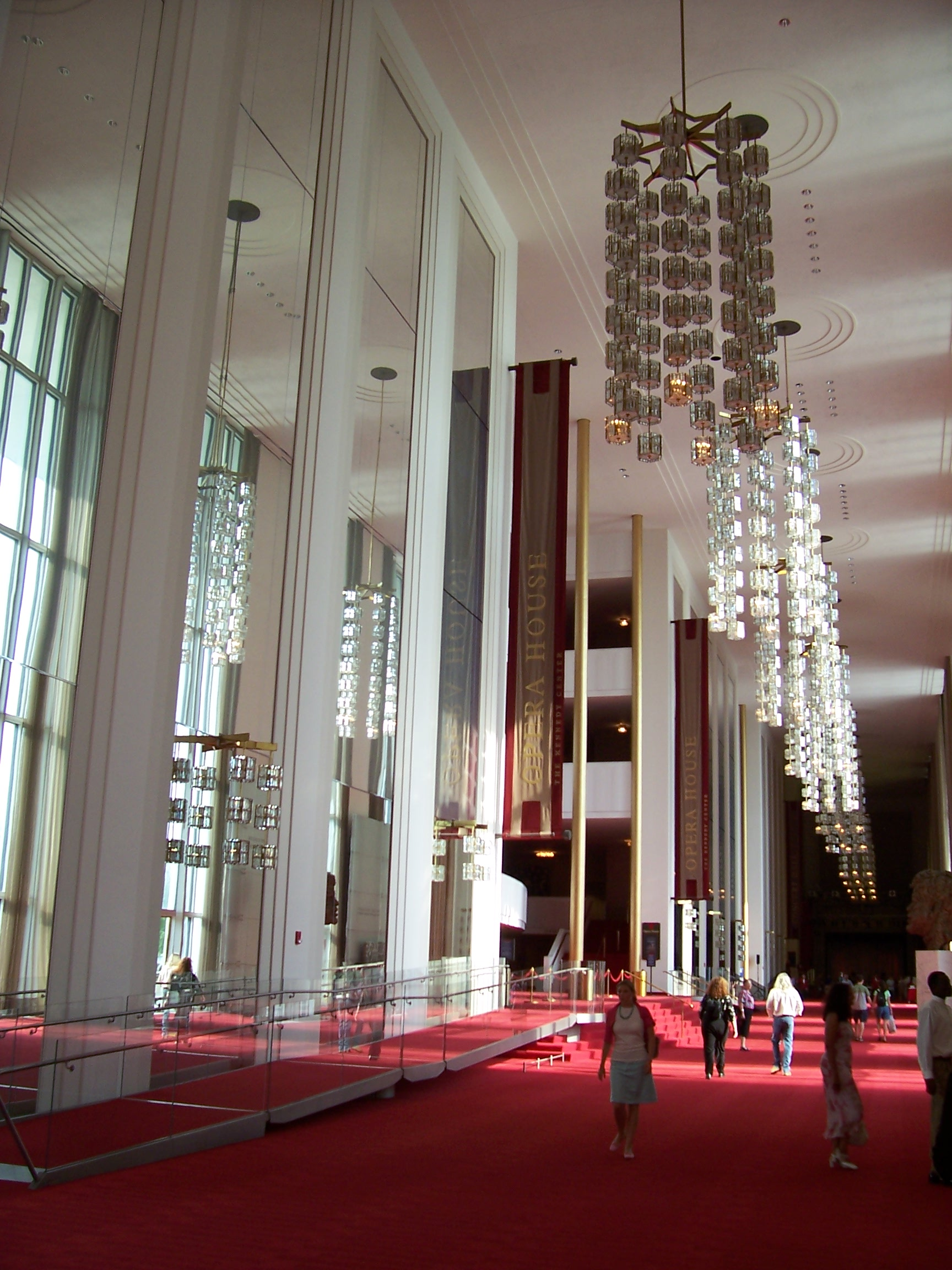
ジョン・F・ケネディ・センター館内風景

- コンサート・ホール - 2,442名収容。1997年に改修された。ステージ後方にはパイプオルガンが設置されている。
- オペラ・ハウス - 2,300名収容。
- アイゼンハワー・シアター - 1,100名収容。オペラ、バレエ、ミュージカルなどが催される。
- ファミリー・シアター - 324名収容。2005年に新設。
- テラス・シアター - 513名収容。

## ケネディ・センター名誉賞
1978年以来、毎年12月に、アメリカ合衆国の文化や芸能、芸術への多大なる貢献が認められた人物に対して「ケネディ・センター名誉賞（The Kennedy Center Honors）」を授与している。